# Documenta
La documenta est une exposition quinquennale d'art moderne et contemporain à Cassel dans le Land allemand de Hesse.
Chaque édition dure 100 jours, sauf l'édition 2017 qui est dédoublée entre Athènes, en Grèce, et Cassel.
La quinzième édition a lieu en 2022.

## Histoire
La documenta est créée en 1955 par Arnold Bode, peintre et professeur d'art, et quelques-autres fondateurs[Qui ?]. Il a longtemps été considéré que la création de cette manifestation devait permettre au public allemand de se réconcilier avec l'art moderne international après les années de dictature nazie. Arnold Bode veut montrer les œuvres cataloguées comme « art dégénéré » par les nazis. Il semble cependant, sur la base de recherches historiques ultérieures[Lesquelles ?], que plusieurs autres fondateurs ont été liés au régime nazi, tel Werner Haftmann, commissaire d'exposition des deuxième et troisième documenta, et que le but de cet événement était aussi de faciliter la réintégration, dans le domaine culturel, de la République fédérale d'Allemagne (RFA) dans l’Occident. « Pour dix des vingt et un fondateurs, les chercheurs ont révélé soit une adhésion à la NSDAP, parti de Hitler, parfois obligatoire ne serait-ce que pour écrire dans une revue, soit un embrigadement dans les SA, voire les SS. Documenta ne fait guère exception : dans toutes ses sphères politiques, administratives, la RFA a réintégré une grande partie de son élite nazie », indique ainsi Morgane Walter dans sa thèse soutenue en février 2022 à Paris-I Panthéon-Sorbonne.
La première exposition est centrée sur l'art abstrait, notamment la peinture abstraite des années 1920 et 1930 et réussit à attirer plus de 130 000 visiteurs.
Au fil des ans, le centre d'intérêt de l'exposition s'est déplacé vers l'art contemporain. Alors qu'à l'origine les œuvres ne provenaient que d'Europe, au début du XXIe siècle la documenta présente des artistes du monde entier. Pour la treizième édition, en 2012, 155 artistes de 55 pays sont exposés.
Depuis 1968, la direction artistique est confiée à une personnalité différente pour chaque édition. Celle de 2012 est ainsi dirigée par la conservatrice du château de Rivoli de Turin, Carolyn Christov-Bakargiev.
Se tenant à l'origine dans un seul bâtiment, le Fridericianum, la manifestation s'est par la suite étendue à l'Orangerie, au palais de Bellevue puis à presque toute la ville, dans des parcs ou d'anciens bâtiments désaffectés (gare, cinéma, etc.).
Elle attire désormais plus de 700 000 visiteurs dont 30 % sont étrangers et 40 % sont des professionnels.

## Éditions
| Nom           | Dates                              | Direction artistique           | Nombre de visiteurs                                                                | Commentaires |
| ------------- | ---------------------------------- | ------------------------------ | ---------------------------------------------------------------------------------- | --- |
| documenta I   | Du 16 juillet au 18 septembre 1955 | Arnold Bode                    | 130 000[réf. nécessaire]                                                           | Exposition organisée comme complément culturel d’une exposition des jardins (Bundesgartenschau). |
| documenta II  | Du 11 juillet au 11 octobre 1959   | Arnold Bode et Werner Haftmann | 134 000[réf. nécessaire]                                                           | Beaucoup d’art américain, particulièrement de l’expressionnisme abstrait. Environ 100 œuvres ont été envoyées du Museum of Art (de Kooning et Pollock). |
| documenta III | Du 27 juin au 5 octobre 1964       | Arnold Bode et Werner Haftmann | 200 000[réf. nécessaire]                                                           | Museum der 100 Tage (musée des 100 jours). Artistes : Sam Francis, Ernst Wilhelm Nay, les dessins à main de Cézanne, van Gogh, Sonderborg, Vedova. |
| documenta IV  | Du 27 juin au 6 octobre 1968       | Conseil de 24 membres          | 220 000[réf. nécessaire]                                                           | Les bouleversements politiques et sociaux, beaucoup de pop art et d’autres productions américaines. Emblème : 5600 Cubic Meter Package de Christos. |
| documenta 5   | Du 30 juin au 8 octobre 1972       | Harald Szeemann                | 228 621[réf. nécessaire]                                                           | Les accents efficaces présentent Joseph Beuys « l'organisation pour la démocratie directe et le référendum » ainsi que les photos des réalistes américains. |
| documenta 6   | Du 24 juin au 2 octobre 1977       | Manfred Schneckenburger        | 343 410[réf. nécessaire]                                                           | Manfred Schneckenburger interrogeait la position de l'art dans la société de médias. La photographie, le film et la vidéo formaient les points principaux de ce concept de médias.[précision nécessaire] |
| documenta 7   | Du 19 juin au 28 septembre 1982    | Rudi Fuchs (en)                | 378 691[réf. nécessaire]                                                           | Le travail de Joseph Beuys 7000 chênes et l'emblème la pioche pointue signé Claes Oldenburg installés au bord de la Fulda sont encore aujourd'hui un centre d'attraction. |
| documenta 8   | Du 12 juin au 20 septembre 1987    | Manfred Schneckenburger        | 474 417[réf. nécessaire]                                                           | Les questions politiques comme la guerre, le pouvoir et l'utopie forment le sujet principal |
| documenta 9   | Du 13 juin au 20 septembre 1992    | Jan Hoet                       | 603 456[réf. nécessaire]                                                           | La société d'expérience ; comme documenta des lieux elle s'étendait dans sept bâtiments à l’intérieur de la ville. |
| documenta X   | Du 21 juin au 28 septembre 1997    | Catherine David                | 628 776[réf. nécessaire]                                                           | Le rapport de l'esthétique et de la politique était au centre du programme. Première édition à avoir un site web dont la conception et le design furent confiés au curateur suisse Simon Lamunière. |
| documenta 11  | Du 8 juin au 15 septembre 2002     | Okwui Enwezor                  | 650 924[réf. nécessaire]                                                           | Les ressources de l'art, les questions politiques, sociales, mais aussi les questions sur la mondialisation, la migration et l’urbanisme. |
| documenta 12  | Du 16 juin au 23 septembre 2007    | Roger Buergel (en)             | 754 301 et 4 390 invités spéciaux, 15 537 journalistes de 52 pays[réf. nécessaire] | Budget : 25,6 millions d'euros, la moitié de ces dépenses est couverte par la billetterie, la vente de catalogues et les partenariats, le reste étant fourni par la ville de Cassel (4,4 millions), le land de Hesse (4,4 millions), et l'État allemand (4 millions).                                        |
| documenta 13  | Du 9 juin au 16 septembre 2012     | Carolyn Christov-Bakargiev     | ?                                                                                  | Cette direction artistique veut écarter toute approche mercatique et développer notamment les sujets des médias, des rapports entre l'Occident et le reste du monde, de la puissance des machines numériques, de la surexploitation des ressources, et de la préservation de ce qui reste encore de naturel. |
| documenta 14  | Du 8 avril au 17 septembre 2017    | Adam Szymczyk                  | ?                                                                                  | Expositions et performances artistiques organisées entre Athènes et Cassel. |
| documenta 15  | Du 18 juin au 25 septembre 2022    | Ruangrupa (collectif)          | ?                                                                                  | Une fresque comporte des symboles antisémites. Elle est recouverte d’un voile noir puis démantelée. |

## Galerie d'images
| - Le Palais rouge de Cassel. - Rahmenbau (Encadrement), Haus-Rucker-Co (1977) - Man walking to the sky (Homme marchant vers le ciel) devant la gare de Cassel-Wilhelmshöhe, Jonathan Borofsky (1992) - Les figures Fremde (Étrangers) dans le centre de Cassel, Thomas Schütte (1992) |